# Mokushiroku no Yonkishi
Mokushiroku no Yonkishi (黙示録の四騎士), também conhecido como Four Knights of the Apocalypse, é uma série de mangá japonesa escrita e ilustrada por Nakaba Suzuki. É uma sequência da série anterior de Suzuki, Nanatsu no Taizai. O mangá é serializado na Weekly Shōnen Magazine desde janeiro de 2021, com seus capítulos compilados em vinte e dois volumes volumes em julho de 2025. O mangá é licenciado na América do Norte pela Kodansha USA. Uma adaptação da série em anime pela Telecom Animation Film estreou em outubro de 2023.

## Premissa
Ambientado anos após a dissolução dos Sete Pecados Capitais, os Cavaleiros Sagrados mais infames da Britannia, a série centra-se no jovem Percival, que descobre que está destinado a fazer parte de um grupo de quatro cavaleiros profetizados para destruir o mundo. Como resultado, alvo das forças de Camelot; Percival viaja para encontrar os outros três membros dos Quatro Cavaleiros ao lado de Lancelot, um cavaleiro de Liones que é filho do membro dos Sete Pecados, Ban.

## Produção

### Desenvolvimento
Após a conclusão do mangá Nanatsu no Taizai Mangá com o lançamento de seu 346.º capítulo, o capítulo final da série, na 17.ª edição da Weekly Shōnen Magazine em 25 de março de 2020, foi anunciado pelo autor do mangá, Nakaba Suzuki, que sua próxima série serviria como uma sequência de Nanatsu no Taizai. O mangá também revelou que a nova série foi provisoriamente intitulada The Four Knights of the Apocalypse, que mais tarde ele mudou removendo a palavra The no início, dando ao mangá seu título atual.

### Personagens
Ao planejar o enredo do mangá, Suzuki originalmente desejava usar o personagem Tristan—que foi apresentado no final de Nanatsu no Taizai como filho de Meliodas e Elizabeth—para ser o protagonista de Four Knights of the Apocalypse. No entanto, Suzuki eventualmente mudou de ideia, não querendo ter um personagem principal tão intimamente relacionado ao elenco de sua série anterior. Em vez disso, ele decidiu ter Percival, personagem criado especificamente para a sequência, como protagonista. Durante uma entrevista em abril de 2021, Suzuki comentou que, no que diz respeito ao design de Percival, ele foca principalmente na fofura do personagem ao desenhá-lo, acrescentando elementos que conseguem destacar isso em Percival, como seu capacete e capa. Mesmo o personagem principal sendo Percival e ele não tendo relacionamento próximo aos personagens principais de Nanatsu, foi mostrado outros que possuem íntima ligação Tristan, como já foi citado sendo filho do protagonista da obra anterior, Lancelot sendo o Filho de Ban um dos pecados originais, e, recentemente Nasiens, foi mostrado que ele é o filho primogênito de King e Diane, porém por acasos foi trocado por um humano ao qual o Rei da Fadas e a Gigante cuidaram.

## Mídia

### Mangá
Escrito e ilustrado por Nakaba Suzuki, o mangá foi anunciado em novembro de 2020. A série começou sua serialização na revista de mangá shōnen da Kodansha, Weekly Shōnen Magazine, em 27 de janeiro de 2021. Kodansha reuniu seus capítulos em volumes tankōbon individuais. O primeiro volume foi lançado em 16 de abril de 2021. Em 16 de julho de 2025, vinte e dois volumes foram lançados.
A editora norte-americana Kodansha USA licenciou a série para publicação simultânea na América do Norte assim que for lançada no Japão. Com os primeiros cinco capítulos da série já disponíveis quando ela começou a ser publicada em 23 de fevereiro de 2021, em diversas plataformas digitais, incluindo Crunchyroll Manga, BookWalker, ComiXology e Amazon Kindle, sendo lançado semanalmente um capítulo do mangá traduzido para o inglês. A série está disponível em inglês em todo o mundo (exceto Japão) no serviço digital de mangá Azuki, que foi lançado em 28 de junho de 2021. Além disso, a Kodansha Comics começou a lançar os volumes impressos em 25 de janeiro de 2022.
Ainda não há produção e distribuição oficial do mangá no Brasil.

#### Lista de volumes
| - 1. Shōnen wa Tabidatsu (少年は旅立つ) - 2. Kaikō (邂逅) - 3. Chichi no Tegakari (父の手掛かり) - 4. Michinaru Chikara (未知なる力) - 5. Mokushiroku no Yonkishi (<黙示録の四騎士>) |

| - 6. Mezasubeki Basho (目指すべき場所) - 7. Kodama no Tani no Akuma (木霊の谷の悪魔) - 8. Pāshibaru, Morumotto ni naru (パーシバル､実験台になる) - 9. Chōdoku Shōnen (調毒少年) - 10. Kokoro Fuminijirishi Mono (心踏みにじりし者) - 11. Pāshibaru no Ikari (パーシバルの怒り) - 12. It's Showtime!! - 13. Saranaru Ketsui (さらなる決意) - 14. Kodoku no Reijō (孤独の令嬢) |

| - 15. Yumemiru Anguharuhaddo (夢見るアングハルハッド) - 16. Senritsu no Shisutana (戦慄のシスタナ) - 17. Aku to no Taiji (悪との対峙) - 18. Tatakai e no Kakugo (戦いへの覚悟) - 19. Aku no Shogyō (悪の所業) - 20. Sono Maryoku no Na wa (その魔力の名は) - 21. Hōpu (希望) - 22. Osanaki Yūsha-tachi (幼き勇者たち) - 23. Āsā Pendoragon (アーサー・ペンドラゴン) |

| - 24. Rīdā wa Dare da!? (リーダーは誰だ!?) - 25. Wakuwaku Kanto Tanbō (わくわくカント探訪) - 26. Oji to Oi (叔父と甥) - 27. Shi to Deshi (師と弟子) - 28. Hametsu no Hōkō (破滅の咆哮) - 29. Shōnen no Ketsui (少年の決意) - 30. Fukisusabu Arashi (吹き荒ぶ嵐) - 31. Honmono no Seikishi (本物の聖騎士) - 32. Osoroshi no Yama (おそろしの山) |

| - 33. Maen (魔宴) - 34. Sarakedasareta Honshō (さらけ出された本性) - 35. Jaaku naru Kokoromi (邪悪なる試み) - 36. Genjū Kerununnosu (幻獣ケルヌンノス) - 37. Oitsumerareru-mono (追いつめられる者) - 38. Kyūsai (救済) - 39. Gōto Shin (ゴート・シン) - 40. Osorubeki Shūgekisha-tachi (恐るべき襲撃者たち) - 41. Kiretsu (亀裂) |

| - 42. Yami no Tarisuman (闇のタリスマン) - 43. Gekitō no Hajimari (激闘のはじまり) - 44. Oitsumerareta Kohitsuji-tachi (追い詰められた子羊たち) - 45. Jogen (助言) - 46. Kizuki (気づき) - 47. Oiuchi-suru Zetsubō (追い討ちする絶望) - 48. Shin to no Wakare (シンとの別れ) - 49. Ransurotto (ランスロット) - 50. Tomadoi (とまどい) |

| - 51. Rionesu-ō (リオネス王) - 52. Meriodasu to Pāshibaru (メリオダスとパーシバル) - 53. Toripuru Toraburu (トリプルトラブル) - 54. Kankei (奸計) - 55. Torisutan (トリスタン) - 56. Yogen no Kishi no Kaikō (予言の騎士の邂逅) - 57. Rionesu Panikku (リオネス・パニック) - 58. Shinobi yoru Fukitsu (忍び寄る不吉) - 59. Tedama ni Torareru Otoko (手玉に取られる男) |

| - 60. Shakunetsu no Rionesu (灼熱のリオネス) - 61. Yonninme Arawaru (四人目現る) - 62. Aratanaru Densetsu no Hajimari (新たなる伝説の始まり) - 63. Jaja Uma Narashi (じゃじゃ馬ならし) - 64. Fukushūsha-tachi (復讐者たち) - 65. Akumu wa Futatabi (悪夢は再び) - 66. Shinasadame (品定め) - 67. Mokushiroku no Yonkishi vs. Konton no Shito (<黙示録の四騎士> vs. 混沌の使徒) - 68. Nefirimu (ネフィリム) |

| - 69. Anyakusuru Mono (暗躍する者) - 70. Uragiri no Yaiba (裏切りの刃) - 71. Tomo no Henbō (友の変貌) - 72. Itetsuki Moyuru Kokoro (凍てつき燃ゆる心) - 73. Akuma no Meragaran (悪魔のメラガラン) - 74. Hisshi no Teikō (必死の抵抗) - 75. Ōkoku Seikishi vs. Meragaran (王国聖騎士 vs. メラガラン) - 76. Kōrin (降臨) - 77. Ō no Ikō (王の威光) |

| - 78. Ō no Puraido (王の矜持) - 79. Haiperion (ハイペリオン) - 80. Āsā-ō vs. Ransurotto (アーサー王 vs. ランスロット) - 81. Gekitō Owatte... (激闘終わって…) - 82. Sorezore no Kattō (それぞれの葛藤) - 83. Wakare no Ketsui (別れの決意) - 84. Pāshibaru-tai Kessei!! (パーシバル隊結成!!) - 85. An'utsu (暗鬱) - 86. Mebae (芽生え) |

| - 87. Ginevia (ギネヴィア) - 88. Departure - 89. Yonkishi Shidō!! (四騎士始動!!) - 90. Hanayome no Demukae (花嫁の出迎え) - 91. Taiji (対峙) - 92. Dokidoki Worunakku Tanbō (どきどきウォルナック探訪) - 93. Seishun Madorigaru (青春マドリガル) - 94. Inori no Yoru no Dekigoto (祈りの夜の出来事) - 95. Yamiyo no Shikaku (闇夜の刺客) |

| - 96. Kabe no Machi no Tatakai (壁の街の戦い) - 97. Hangeki (反撃) - 98. Seijaku no Rekuiemu (静寂の鎮魂歌) - 99. Ienakatta Kotoba (言えなかった言葉) - 100. Tsuisō no Honō (追想の炎) - 101. Kishimu Kokoro (軋むココロ) - 102. Kyō-ō (狂王) - 103. Iza Makai e (いざ魔界へ) - 104. Makai e no Shinnyū (魔界への侵入) |

| - 105. Makai no Kangei (魔界の歓迎) - 106. Sukuinushi-sama (救い主様) - 107. Jajauma no Kodoku (じゃじゃ馬の孤独) - 108. Wazawai no Behimosu (災いのベヒモス) - 109. Tamasareru Isshūkan (試される一週間) - 110. Tsuyosa o Motomete (強さを求めて) - 111. Kinō no Jibun yori, Kyō no Jibun yori (昨日の自分より 今日の自分より) - 112. Yureru Kokoro (揺れるココロ) - 113. Tsarura Ndu (ツァルラ・ンドゥ) |

| - 114. Ninmu Kaishi (任務開始) - 115. Arubion Kōbōsen (アルビオン攻防戦) - 116. Shukumei no Shōnen (宿命の少年) - 117. Vazu Jigura (ヴァズ・ジグラ) - 118. Kaisen no Hibuta (開戦の火蓋) - 119. Gekitotsu!! Gekitotsu!! Gekitotsu!! (激突!! 激突!! 激突!!) - 120. Tsuwamono-tachi no Utage (強者たちの宴) - 121. Kimi ga Yarazu ni Dare ga Yaru (キミがやらずに誰がやる) - 122. Dekisokonai (できそこない) |

| - 123. Futaiten (不退転) - 124. Tatsujin Ryōiki (達人領域) - 125. 〈Sensō〉 no Kishi (〈戦争〉の騎士) - 126. Inori (祈り) - 127. Kimi ga Umareta Hi (キミが生まれた日) - 128. Kimi ga Kieta Hi (君が消えた日) - 129. Shinkō (侵攻) - 130. Fokkusu Shin (〈強欲の扉〉) - 131. Kibō o Sagashite (希望を探して) |

| - 132. Aragau Mono-tachi (抗う者たち) - 133. Ryōdan (両断) - 134. Sutorenjā (ストレンジャー) - 135. Taiwa (対話) - 136. Semaru Hōimō (せまる包囲網) - 137. Taida to Shitto no Mori (怠惰と嫉妬の森) - 138. Yōsei ō no Mori no Nashiensu (妖精王の森のナシエンス) - 139. Miezaru Kurushimi (見えざる苦しみ) - 140. Shinjitsu no Sugata (真実の姿) |

| - 141. Inishie no Hiyaku (いにしえの秘薬) - 142. Kanashiki Surechigai (悲しきすれちがい) - 143. Bēijù (悲劇) - 144. Kiretsu (亀裂) - 145. Kazoku no Tatakai (家族の戦い) - 146. Ai wa Kōri Nogotoku Noroi o Tokasu (愛は氷の如く呪いを溶かす) - 147. Jitsuryoku-sa (実力差) - 148. Tarekomeru an'un (たれこめる暗雲) - 149. Jūrin (蹂躙) |

| - 150. Jidai no kibō (次代の希望) - 151. Sore wa kesshite higekide wanai (それは決して悲劇ではない) - 152. Fukkatsu (復活) - 153. Aratanaru Bōken e (新たなる冒険へ) - 154. Ketsubetsu (決別) - 155. Sai Kessei (再結成) - 156. Nakama wo Motomete (仲間を求めて) - 157. Hikiau Inochi (引き合う命) - 158. Sunao ni Narenakute (素直になれなくて) |

| - 159. Kaina no naka de (その腕の中で) - 160. An'nuvun e (アンヌヴンへ) - 161. Kimyōna Saikai (奇妙な再会) - 162. Katsubō Suru Mono-tachi (渇望する者たち) - 163. Kyō Utage ni Mau (狂宴に舞う) - 164. Kachinokoru no wa… (勝ち残るのは…) - 165. Kumiawase Happyō!! (組み合わせ発表!!) - 166. Hirihiri (ヒリヒリ) - 167. Pāshibaru vs. Garesu (パーシバルvs.ガレス) |

| - 168. Futago no Kenshi (双子の剣士) - 169. Donī vs. Misuterī Pakkēji (ドニーvs.福袋) - 170. An vs. Diodora (アンvs.ディオドラ) - 171. Ikari (怒り) - 172. Nashiensu vs. Rosesu (ナシエンスvs.ロセス) - 173. Taiwa (対話) - 174. Gawein vs. Taretto (ガウェインvs.タレット) - 175. Jutsu-shi no Shitome-kata (術士の仕留め方) - 176. Hauzā vs. Barin (ハウザーvs.バリン) |

| - 177. Kan no Tatakai (漢の戦い) - 178. Tantorisu vs. Kion (タントリスvs.キオン) - 179. Torisutan to Kion (トリスタンとキオン) - 180. Perio vs. Izorude (ペリオvs.イゾルデ) - 181. Zetsubō no Yoru (絶望の夜) - 182. Zankokunaru Shi (残酷なる死) - 183. Todokanu Omoi (届かぬ想い) - 184. Pāshibaru vs. Misuterī Pakkēji (パーシバルvs.福袋) - 185. Jūdai Jian (重大事案) |

| - 186. Nashiensu vs. Diodora (ナシエンスvs.ディオドラ) - 187. Yami ni Ochita Shōnen (闇に堕ちた少年) - 188. Chichi no Kotoba Haha no Kioku (父の言葉 母の記憶) - 189. Gawein vs. Barin (ガウェインvs.バリン) - 190. Shōmen Shōtotsu (正面衝突) - 191. Kesshi no Teikō (決死の抵抗) - 192. Hansoku Shōjo (反則少女) - 193. Dare ga Tame ni (誰がために) - 194. Tantorisu vs. Izorute (タントリスvs.イゾルテ) |

#### Capítulos ainda não lançados
Esses capítulos ainda não foram publicados em um volume tankōbon.
- 195. Torisutan to Izorude (トリスタンとイゾルデ)
- 196. Zetsubō to Kibō (絶望と希望)
- 197. Jīji no Negai (じいじの願い)
- 198. Pāshibaru vs. Diodora (パーシバルvs.ディオドラ)
- 199. Gesuto (ゲスト)
- 200. Matta Nashi!! (待ったなし!!)
- 201. Naraku Yori no Shisha (奈落よりの使者)
- 202. Shin no 〈Shikyō〉 (真の〈四凶〉)
- 203. Kōmyō (光明)
- 204. Hakanaki Teikō (儚き抵抗)

### Animê
Em maio de 2022, foi anunciado que o mangá receberia uma adaptação para uma série de animê para televisão, intitulada "Four Knights of the Apocalypse". Será produzido pela Telecom Animation Film e dirigido por Maki Odaira, com roteiros escritos por Shigeru Murakoshi, design de personagens feito por Youichi Takada e música composta por Kohta Yamamoto. O tema principal será composto por Yamamoto e Hiroyuki Sawano. A série tem estreia marcada para 8 de outubro de 2023, na TBS e suas afiliadas.
O anime se encontra disponível na Netflix, a primeira temporada conta com 11 episódios, que possuem tanto legenda quanto aúdio em português.

## Recepção

### Popularidade
Em junho de 2021, Four Knights of the Apocalypse foi indicado para o sétimo "Next Manga Award" na categoria Melhor Mangá Impresso.

### Crítica
Desde que começou sua serialização, a série recebeu uma recepção geralmente positiva tanto dos fãs quanto da crítica. Junko Kuroda disse que o mangá é “definitivamente uma fantasia de aventura que pode ser desfrutada sem problemas”, mesmo para fãs não familiarizados com Os Sete Pecados Capitais.